# 833

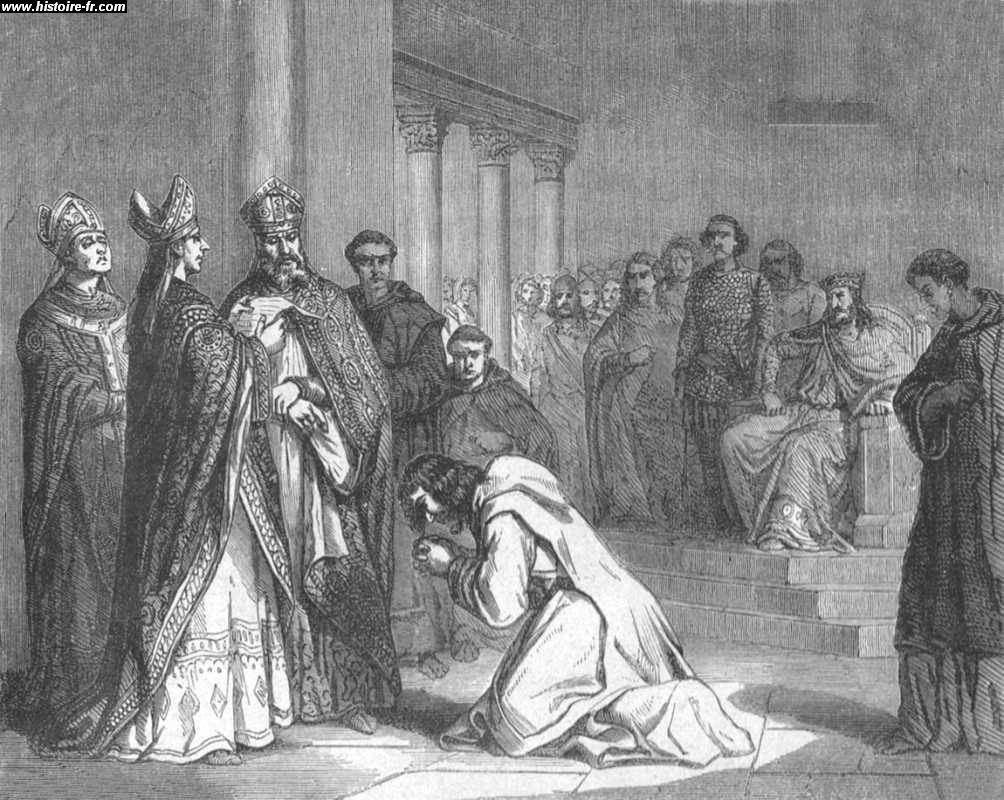
Vernedering van keizer Lodewijk de Vrome

Het jaar 833 is het 33e jaar in de 9e eeuw volgens de christelijke jaartelling.

## Gebeurtenissen

### Europa
- Zomer - Lotharius I, oudste zoon van keizer Lodewijk I ("de Vrome"), sluit zich aan bij de opstand van zijn broers Pepijn I en Lodewijk de Duitser. Bij Colmar (huidige Elzas) wordt er dagenlang onderhandeld, met hulp van paus Gregorius IV, moet Lodewijk zich op het "Leugenveld" overgeven.
- Lodewijk I wordt door een synode (onder voorzitterschap van aartsbisschop Ebbo) in de kerk van Soissons afgezet. Hij moet in Compiègne een openbare schuldbekentenis doen.
- Galindo I Aznárez, Frankische graaf, verovert de Catalaanse regio Ribagorza in de Spaanse Mark (Noord-Spanje). Een bufferzone tussen de Pyreneeën en de rivier de Ebro.
- Koning Mojmir I verovert het Slavische vorstendom Nitra en lijft het in bij zijn rijk. Begin van het ontstaan van het Groot-Moravische Rijk. (waarschijnlijke datum)

### Arabische Rijk
- 10 oktober – Kalief Al-Ma'mun overlijdt na een regeerperiode van 20 jaar. Hij wordt opgevolgd door zijn half-broer Al-Mu'tasim als heerser van het kalifaat van de Abbasiden.

### Japan
- 12 december – Keizer Junna doet afstand van de troon (na een regeerperiode van 10 jaar) ten gunste van zijn neef Ninmyō. Hij volgt hem op als de 54e keizer van Japan.

## Geboren
- Yi Zong, keizer van het Chinese Keizerrijk (overleden 873)

## Overleden
- Al-Hajjāj ibn Yūsuf ibn Matar (47), Arabisch wiskundige
- 10 oktober - Al-Ma'mun (47), Arabisch kalief
- Ansegisus, Frankisch abt en rechtsgeleerde (of 834)
- Unislav (75), hertog van Bohemen